# 帕尔塔普尔
帕尔塔普尔（Partapur），是印度拉贾斯坦邦Banswara县的一个城镇。总人口9943（2001年）。

## 人口
该地2001年总人口9943人，其中男性4952人，女性4991人；0—6岁人口1408人，其中男752人，女656人；识字率69.93%，其中男性为77.00%，女性为62.91%。